# Свети Криж (Марија Горица)
Свети Криж (до 1991. године Криж Брдовечки) је насељено место у саставу општине Марија Горица у Загребачкој жупанији, Хрватска. До територијалне реорганизације у Хрватској налазио се у саставу старе загребачке приградске општине Запрешић.

## Становништво
На попису становништва 2011. године, Свети Криж је имао 434 становника.

## Попис1991.
На попису становништва 1991. године, насељено место Криж Брдовечки је имало 309 становника, следећег националног састава:
| Попис 1991.‍ | Попис 1991.‍ | Попис 1991.‍ | Попис 1991.‍ | Попис 1991.‍ |
| ----------- | ----------- | ----------- | ----------- | ----------- |
|             |             |             |             |             |
| Хрвати      | Хрвати      |             | 299         | 96,76%      |
| Словенци    | Словенци    |             | 7           | 2,26%       |
| Срби        | Срби        |             | 3           | 0,97%       |
| укупно: 309 |             |             |             |             |